# 萊克伍德 (紐澤西州)
萊克伍德（Lakewood Township, New Jersey）是美國紐澤西州海洋縣的一座城市，有人口135,158人。約三分之二的人口為猶太教正統派。

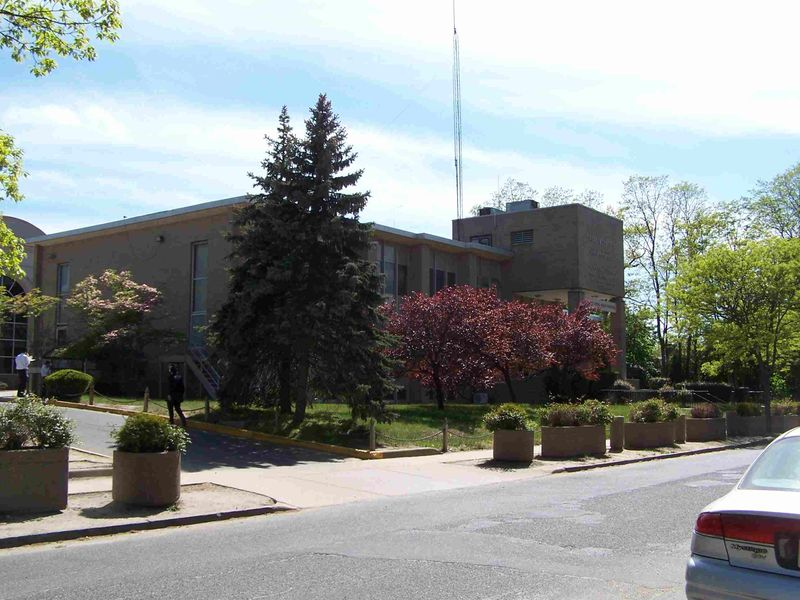
萊克伍德一間猶太教葉史瓦